# Youth Exchange and Study Programs
Kennedy Lugar Youth Exchange and Study Programs (Programas de Intercâmbio e Estudo de Jovens Kennedy-Lugar) ou simplesmente KL-YES Programs são programas de intercâmbio estudantil totalmente financiados administrados pelo Departamento de Estado dos EUA. O YES inclui o programa ''interno'' para estudantes de cerca de 40 países de maioria muçulmana para estudar e viver nos EUA, e o programa externo, chamado YES Abroad, para estudantes dos EUA estudarem em países selecionados do YES.
O Programa Kennedy-Lugar YES evoluiu a partir de um reconhecimento generalizado de que os esforços de diplomacia pública foram negligenciados em muitos países ao redor do mundo por muitos anos e que os efeitos disso se evidenciaram após os eventos de 11 de setembro de 2001. O Bureau de Assuntos Educacionais e Culturais do Departamento de Estado dos EUA, juntamente com a comunidade de intercâmbio dos EUA, reconheceu a importância do intercâmbio de jovens como um componente-chave do compromisso renovado de construir pontes entre os cidadãos dos EUA e países ao redor do mundo, particularmente aqueles com populações muçulmanas significativas.

## Programa de Intercâmbio e Estudo de Jovens Kennedy-Lugar
O Programa Kennedy-Lugar Youth Exchange and Study (KL-YES) foi estabelecido em outubro de 2002. O programa oferece bolsas de estudo para estudantes do ensino secundário de países com populações muçulmanas significativas para passar um ano acadêmico nos Estados Unidos. A primeira delegação de alunos do YES chegou aos Estados Unidos em 2003. O programa continuou a se expandir e fez conexões em mais de 40 países.
O programa Kennedy-Lugar YES Abroad, patrocinado pelo Departamento de Estado dos EUA, Bureau de Assuntos Educacionais e Culturais, foi iniciado como uma extensão recíproca do programa YES. O primeiro grupo de estudantes americanos do ensino secundário e recém-formados participando do ano letivo 2009– 10 ano. O YES Abroad está focado no intercâmbio cultural e oferece bolsas integrais de um ano acadêmico para morar e estudar no exterior em países selecionados do YES.
A bolsa cobre os custos relacionados à passagem aérea de ida e volta, hospedagem e alimentação para as orientações necessárias antes da partida, apoio no país anfitrião, atividades de enriquecimento cultural, mensalidades escolares (quando aplicáveis), hospedagem e alimentação com uma família anfitriã, benefícios médicos secundários, taxas de visto e uma abonação modesta. 

Até 2018, os países do YES Abroad incluem: 
- Bósnia e Herzegovina
- Bulgaria
- Ghana
- India
- Indonesia
- Jordânia
- Macedónia
- Malásia
- Morocco
- Philippines
- Senegal
- Tailândia
- Turquia

Os alunos do YES Abroad atuam como “embaixadores juvenis” dos Estados Unidos, promovendo a compreensão mútua através da formação de relacionamentos duradouros com suas famílias e comunidades anfitriãs. Os participantes moram com uma família anfitriã, frequentam uma escola secundária local, adquirem habilidades de liderança e participam de atividades para aprender sobre a sociedade e os valores do país anfitrião; eles também ajudam a educar os outros sobre a sociedade e os valores americanos.

## Associações de ex-alunos YES
Os alunos do YES que retornam de seu ano de intercâmbio nos EUA são recebidos pelas comunidades de ex-alunos de seu país. Essas comunidades de ex-alunos do YES realmente ajudam os alunos a se estabelecerem em sua cultura original depois de terem passado até um ano inteiro de aprendizado no país anfitrião. Essas comunidades de ex-alunos do YES também são responsáveis por ajudar os retornados a lidar com os choques da cultura reversa.
A maioria das comunidades de ex-alunos do YES em todo o mundo está envolvida em atividades de voluntariado que abrangem aprendizado educacional, cultural e recreativo. No entanto, essas atividades não se limitam à gestão de projetos educacionais, mas também incluem a participação em projetos de reabilitação e assistência social. Por exemplo, a YES Alumni Pakistan, uma das maiores associações de ex-alunos da YES no mundo, está envolvida em muitas das atividades acima mencionadas ao longo do ano, como o projeto de reabilitação após as enchentes de 2010 no Paquistão, o projeto YES Ramadan em 2013 e vários outros ex-alunos conduziram workshops e seminários. Apesar de ser uma das associações mais pequenas, YES Alumni Albania envolveu-se na criação de um grupo de voluntários conhecido como “YES Volunteers” que ajudam os alunos em diferentes projetos que não são necessariamente afiliados ao YES. Muitos outros projetos desse tipo também são conduzidos sob a bandeira das associações YES Alumni em todo o mundo. Essas atividades são vistas como um reflexo da paixão pelo serviço comunitário a que os alunos são expostos ao longo de seu ano no exterior.